# Hämeenkyrö
Hämeenkyrö este o comună din Finlanda.

## Personalități născute aici
- Frans Eemil Sillanpää (1888 - 1964), scriitor laureat cu Premiul Nobel pentru Literatură.